# Institució Scripps d'Oceanografia

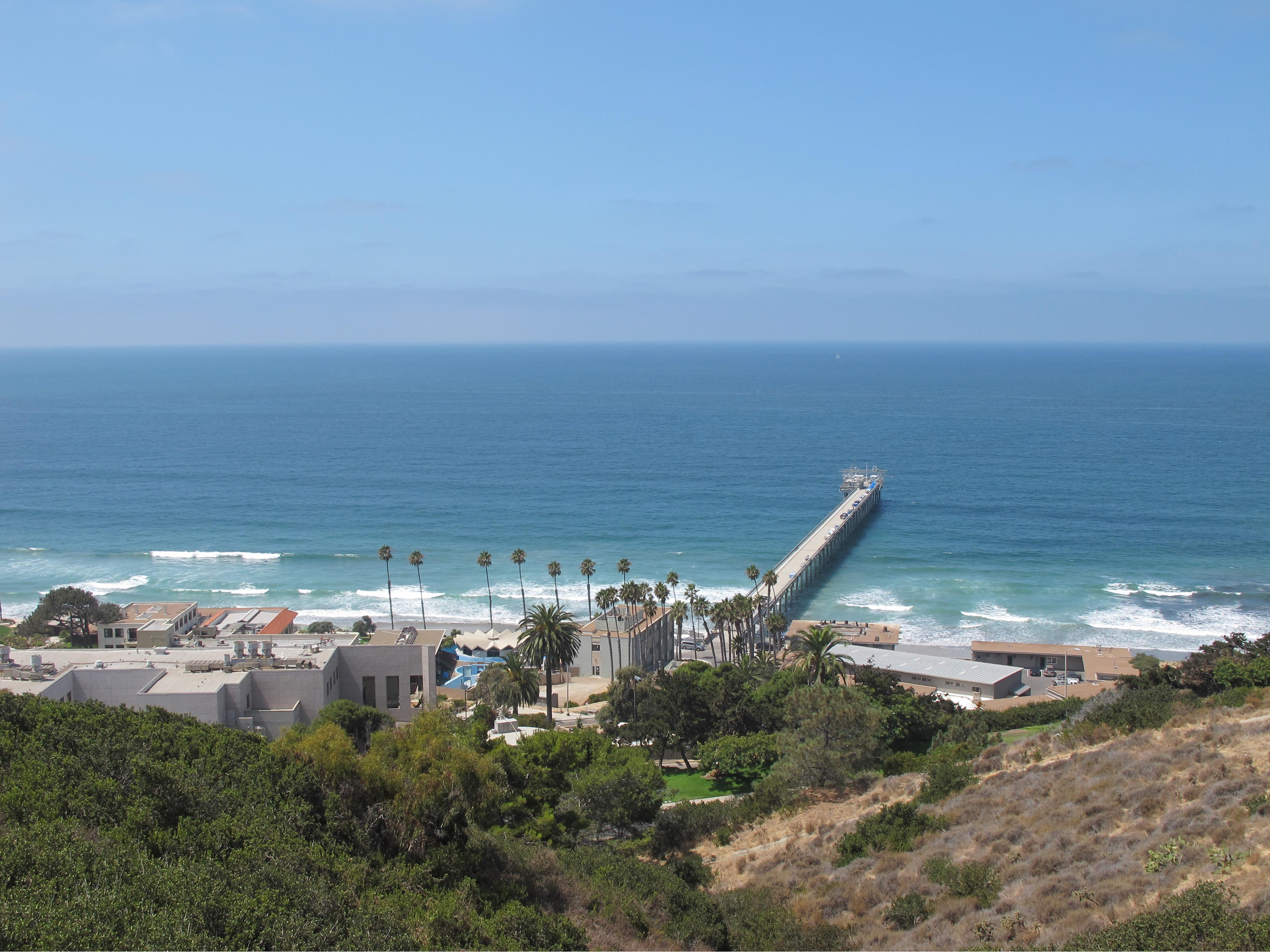
Una vista de la Institució Scripps d'Oceanografia en 2011, agafada des de l'Aquàrium Birch.

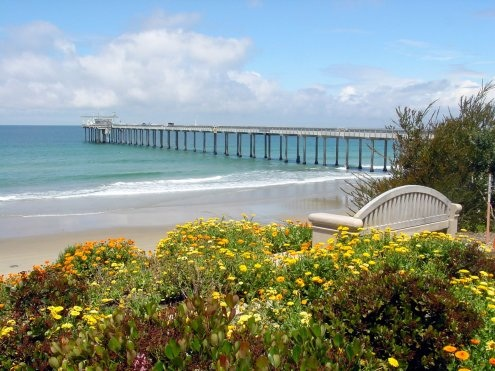
Moll de l'edifici Scripps en memòria d'Ellen Browning.

La Institució d'Oceanografia Scripps (en anglès: Scripps Institution of Oceanography, de vegades coneguda per l'acrònim en anglès SIO, Scripps Oceanography, o Scripps) està situada en la comunitat La Jolla de San Diego, Califòrnia. Fundada en 1903, és un dels centres més vells i més grans per la recerca en ciència dels oceans i de la Terra, servei públic, pregrau i postgrau que funcionen en el món. Centenars de científics estudiosos de l'oceà i de la Terra són assistits en llur recerca amb l'ajut de vaixells de recerca oceanogràfica i laboratoris en plataformes flotants. El vell edifici Scripps és una contrada oficial històrica (Nacional Historic Landmark). La SIO és una divisió de la Universitat de San Diego de Califòrnia (UCSD). El centre d'exploracions públic de la institució és l'Aquàrium de Birch en els terrenys de Scripps. Des que esdevingué part de la Universitat de Califòrnia en 1912, la institució ha expandit el seu abast per incloure estudis de la física, química, geologia, biologia, i clima de la Terra.
La doctora Margaret Leinen va accedir al lloc de Vice-Consellera per a Ciències Marines, Directora de Scripps Institution of Oceanography, i Cap de l'Escola de Llicenciats de Ciències Marines vora l'1 d'octubre de 2013.

## Declaració de missió
"Per buscar, ensenyar, i comunicar la comprensió científica dels oceans, atmosfera, la Terra, i altres planetes en benefici de societat i l'entorn."

## Història
La institució Scripps d'Oceanografia va ser fundada en 1903 amb el nom Marine Biological Association of San Diego, un laboratori de recerca biològica independent. Va ser proposada i incorporada per un comitè de la Cambra de Comerç de San Diego, va ser dirigida per l'aficionat i activista local de malacologia Fred Forner, juntament amb dos col·legues. Ell reclutà el professor de Zoologia de la Universitat de Califòrnia William Emerson Ritter per encapçalar el projecte de la institució de biologia marina, i va obtenir el suport financer dels filantrops locals E. W. Scripps I la seva germana Ellen Browning Scripps. Tots dos van finançar la institució durant la seva primera dècada. Va començar la vida institucional en el magatzem de barques de l'Hotel del Coronado localitzat en la Badia de San Diego. La institució es va reubicar en 1905 a l'àrea de la Jolla en la zona per sobre de La Jolla Cove, i finalment en 1907 a la seva ubicació present.
En 1912 l'Scripps esdevenia part de la Universitat de Califòrnia i va ser rebatejat com "Scripps Institution for Biological Research." De llavors ençà 1916, les mesures han estat agafades diàriament al seu moll de fusta. El nom va ser canviat a Scripps Institution of Oceanography en octubre de 1925. Durant la dècada de 1960, va ser-ne director Roger Revelle, va formar el nucli per la creació de la Universitat de Califòrnia de San Diego, una extensió universitària que instal·là una seu en un cingle que mira cap a la Institució Scripps.
El Vell Edifici Scripps, dissenyat per Irving Gill, va ser declarat un Lloc Nacional d'Interès Historic en 1982. L'Arquitecte Barton Myers va dissenyar l'actual Edifici Scripps per la Institució d'Oceanografia en 1998.

## Programes de recerca
Els programes de recerca de la institució engloben estudis dels oceans i la terra des dels punts de vista biològic, físic, químic, geològic, i geofísic. Scripps També estudia la interacció dels oceans amb ambdós el clima atmosfèric i els problemes mediambientals en terra ferma. Relacionat amb aquesta recerca, l'Scripps ofereix graus i llicenciatures universitàries.
Avui, el personal de la Scripps d'uns 816 generals inclou aproximadament 240 professors, conferenciants, becaris 350 estudiants de postgrau, i amb un pressupost anual per investigació de d'uns 195 milions de dòlars.
La institució opera una flota de tres vaixells de recerca oceanogràfica i la plataforma de recerca R/P FLIP (FLoating Instrument Platform) per recerca oceanogràfica.
Els Temes de Recerca Integrats als quals hi contribueixen els investigadors de la Scripps són:
- Biodiversitat I Conservació
- Entorn natural de Califòrnia
- Química Planetària i de la Terra
- La Terra a través de l'espai i el Temps
- L'Energia i l'Entorn
- Entorn i Salut Humana
- Canvi global
- Control Mediambiental global
- Fonts de Perill i Riscs
- Gel i Clima
- Instruments i Innovació
- Interfícies
- Vida marina
- Modelat, Teoria, i Informàtica
- So i Llum en el Mar
- Ones i Circulació

## Estructura organitzativa
Scripps Oceanography és dividida en tres seccions de recerca, cadascuna amb les seves subdivisions pròpies:
- Biologia
  - Centre per Biotecnologia Marina i Biomedicina (CMBB)
  - Divisió d'oceanografia Integrativa (IOD) Arxivat 2015-11-29 a Wayback Machine.
  - Divisió de Recerca de Biologia marina (MBRD)
- Terra
  - Cecil H. and Ida M. Green Institut of Geophysics and Planetary Physics (IGPP)
  - Divisió de recerca en Geociències (GRD)
- Oceans i Atmosfera
  - Clima, Ciència Atmosfèrica i Oceanografia Física (CASPO)
  - Laboratori Físic marí (MPL) Arxivat 2013-10-04 a Wayback Machine.

## Vaixells de recerca
Scripps Posseeix i opera diversos vaixells de recerca (VR) i plataformes (PR):
- VR Roger Revelle
- VR Sally Ride
- VR Robert Gordon Sproul
- RP FLIP

Vaixells actuals i anteriors més grans de 15 m d'eslora.
- 1906–???? – VR Loma
- 1907–1917 – VR Alexander Agassiz
- 1918–1918 – VR Ellen Browning
- 1925–1936 – VR Scripps
- 1937–1955 – VR E. W. Scripps
- 1955–1965 – VR Stranger (Operat com USS Jasper de 1941 a 1947 per la Divisió UC de Recerca en Guerra)
- 1947–1956 – VR Crest
- 1947–1969 – VR Horizon
- 1948–1965 – VR Paolina-T
- 1951–1965 – VR Spencer F.Baird
- 1955–1969 – T-441
- 1956–1962 – VR Orca
- 1959–1963 – VR Hugh M. Smith
- 1959–1970 – VR Argo (nom Oficial de l'Armada: Snatch)
- 1962–1976 – VR Alexander Agassiz
- 1962–present - PR Flip
- 1962–1974 – VR Oconostota (L'Oconostota va ser conegut com "The Rolling O" a causa del seu moviment desagradable.)
- 1965–1980 – VR Alfa Helix (Transferit a Universitat d'Alaska, Fairbanks en 1980 (Vaixell de l'UAF venut en 2007 a Stabbert Maritime)
- 1965–???? – VR Ellen B. Scripps
- 1966–1992 – VR Thomas Washington (Transferit a Xile i rebatejat Vidal Gormaz)
- 1969–2014 – VR Melville
- 1973–???? – VR Gianna
- 1978–2015 –VR New Horizon
- 1984– present VR Robert Gordon Sproul
- 1995 – present VR Roger Revelle
- 2016– present VR Sally Ride

## Aquàrium Birch de la Institució Scripps
L'Aquàrium Birch - Scripps, el centre d'exploració públic per la institució, presenta una Sala de Peixos amb més de 60 tancs de peixos de l'Oceà Pacífic i invertebrats de les aigües fredes del Nord-oest de l'Oceà Pacífic a les aigües tropicals de Mèxic i l'IndoPacific, una exhibició de taurons i rajades locals de 49 m³. El més grans dels tancs és de 265 metres cúbics. A l'exterior de l'edifici hi ha piscines interactives de fons afectats per marees, i exposicions de ciència interactiva.

## Membres docents i investigadors notables (passat i present)
- Farooq Azam
- George Backus
- Ernest Baldwin
- Andrew Benson
- Hugh Bradner
- Edward Brinton
- Theodore Holmes Bullock
- Ralph J. Cicerone
- Robert W. Corell
- Harmon Craig
- Paul J. Crutzen
- Paul K. Dayton
- Edward DeLong
- Robert S. Dietz
- Seibert Q. Duntley
- Carl Eckart
- Jim T. Enright
- David Epel
- Edward A. Frieman
- Robert Garrels
- Freeman Gilbert
- Edward D. Goldberg
- Joel Hedgpeth
- Walter Heiligenberg
- Sam Hinton
- Carl Hubbs
- Douglas Inman
- John Dove Isaacs
- Jeremy Jackson
- Martin W. Johnson
- Thomas H. Jordan
- Charles David Keeling
- Ralph Keeling
- Charles Kennel
- Nancy Knowlton
- Ralph A. Lewin
- Michael S. Longuet-Higgins
- Edwin P. Martz
- Henry William Menard
- Mario J. Molina
- John W. Miles
- B. Greg Mitchell
- Judith Munk[15]
- Walter Munk
- Jerome Namias
- William Anderson Newman
- William Nierenberg
- Pearn P. Niiler
- Stewart Nozette
- Veerabhadran Ramanathan
- Roger Revelle
- William Emerson Ritter
- Dean Roemmich
- Enric Sala
- Hans Suess
- Francis Parker Shepard
- Cornelius Cole Smith, Jr.
- Richard Somerville
- Fred Spiess
- Janet Sprintall
- George Sugihara
- Harald Sverdrup
- Lynne Talley
- Warren White
- Klaus Wyrtki
- Victor Vacquier Pare i fill
- Benjamin Elazari Volcani

## Alumnes notables[calcitació]
- Tanya Atwater
- Thomas E. Bowman III
- Edward Brinton
- Stephen E. Calvert
- Jack Corliss
- John M. Edmond
- Kenneth Farley
- Susan M. Gaines
- Eric Giddens
- Susan Hough
- Ancel Keys
- Megan McArthur
- James J. McCarthy
- Marcia McNutt
- Jessica Meir
- Walter Munk
- Wheeler J. North
- Giuseppe Notarbartolo di Sciara
- Colm Ó hEocha
- Joseph R. Pawlik
- George Perry
- S. K. Satheesh
- Brinke Stevens
- Christopher Stott
- Brian Tucker

## Cultura popular
En 2014, la institució i el seu mesurament de la "Keeling Curve" de nivells de diòxid de carboni atmosfèric va ser presentada com a punt de trama en un episodi de la sèrie de la cadena HBO The Newsroom. En 2008, la Institució Oceanogràfica Scripps fou el tema d'una categoria en l'espectacle de joc de la televisió Jeopardy!. Scripps Ha estat un element en històries de nombrosos treballs de ficció.